# Алфи Ален
Алфи Еван Ален (енгл. Alfie Evan Allen; Лондон, 12. септембар 1986) енглески је глумац. Тумачио је лик Теона Грејџоја у свих осам сезона HBO-ове фантастичне серије Игра престола (2011–2019), за који је номинован за награду Еми за најбољег споредног глумца у драмској серији.